# Carbajosa (Zamora)
Carbajosa es una localidad del municipio de Villalcampo, en la provincia de Zamora, comunidad autónoma de Castilla y León, España.

## Toponimia y gentilicio
Se trata de un nombre de lugar relativamente común en el dominio lingüístico leonés, donde los  robles han recibido el nombre de carbajos y carbizos. La forma patrimonial en el occidente leonés es carvayo < carvalio, con un valor genérico ‘roble’, cuya castellanización conduce a carbajo, nunca a carballo; en Zamora, solo en áreas cercanas al gallego-portugués se registra, con regularidad, la forma palatal: carvalho, carvallo. Es abundantísima la progenie toponímica de esta base en Galicia. En contexto salmantino generalmente se alude a la especie melojo (Quercus pyrenaica). En la provincia de Salamanca se registran topónimos idénticos: Carbajosa de Armuña y Carbajosa de la Sagrada.
El gentilicio de esta localidad es carbajosino.

## Geografía física
A unos dos kilómetros se encuentra la ermita de Nuestra Señora de la Encarnación, a un kilómetro se encuentra el santuario de San Antón, cerca del río se pueden observar restos de labores mineras en un paraje llamado Peñaelcuervo y dentro del casco urbano puede observarse aún como se eleva un montículo en un lugar llamado “La torre” donde se levantó en tiempos una atalaya defensiva de la Edad Media. 
También es posible observar paseando por sus alrededores numerosas fuentes de origen romano.

### Ubicación
Carbajosa se encuentra situada en el suroeste zamorano. Dista 32 km de Zamora capital. 
Pertenece a la comarca de Aliste. Se integra dentro de la Mancomunidad Tierra del Pan y el partido judicial de Zamora.
No posee ayuntamiento propio. Se encuentra integrada dentro del término municipal de Villalcampo.
Está dentro del parque natural de Arribes del Duero, un espacio natural protegido de gran atractivo turístico.
| Noroeste: Villadepera            | Norte: Cerezal de Aliste  | Noreste: Ricobayo    |
| Oeste: Villardiegua de la Ribera |                           | Este: Villalcampo    |
| Suroeste: Moralina               | Sur: Salto de Villalcampo | Sureste: Villalcampo |

## Historia
Durante la Edad Media Carbajosa quedó integrado en el Reino de León, cuyos monarcas habrían acometido la repoblación de la localidad dentro del proceso repoblador llevado a cabo en Aliste. Tras la independencia de Portugal del reino leonés, en 1143, la localidad habría sufrido por su situación geográfica los conflictos entre los reinos leonés y portugués por el control de la frontera, quedando estabilizada la situación a inicios del siglo XIII.
Posteriormente, en la Edad Moderna, Carbajosa estuvo integrado en el partido de Carbajales de Alba de la provincia de Zamora. Así, al reestructurarse las provincias y crearse las actuales en 1833, la localidad se mantuvo en la provincia zamorana, dentro de la Región Leonesa, integrándose en 1834 en el partido judicial de Alcañices, dependencia que se prolongó hasta 1983, cuando fue suprimido el mismo e integrado en el Partido Judicial de Zamora.

## Economía
Se dedica en exclusiva a la ganadería y a la agricultura. En los últimos años también se ha potenciado el turismo rural.

## Cultura

### Fiestas
El segundo sábado de junio se celebra la romería de San Antón.
Las fiestas locales se celebran en honor de Santa María Magdalena, del 21 de agosto al 1 de septiembre.